# Arie Biemondstraat 105-111
Arie Biemondstraat 105-111 is een gebouwencomplex in Amsterdam Oud-West.
Op deze plaats stond rondom de eeuwwisseling een brandweerkazerne aan de Nicolaas Beetsstraat, hoek Jacob van Lennepkanaal/-kade. Op het terrein meer oostelijk werd druk gebouwd aan het Wilhelmina Gasthuis, dat keer op keer uitgebreid werd met nieuwbouw en waarvoor delen van de aanwezige gebouw gesloopt moesten worden. De brandweerkazerne onderging dat lot om vanaf 1928 plaats te maken voor de bouw van het pathologisch-anatomisch laboratorium van het Wilhelmina Gasthuis, dat moest uitgroeien tot academisch ziekenhuis. De voorbereidingen van de bouw werd getroffen door een staking van zand- en grindvervoerders; de gemeente had een rekening laten open staan. Het laboratorium werd gebouwd naar een ontwerp van Allard Remco Hulshoff werkend voor de Dienst der Publieke Werken van Amsterdam. Hij kwam met een gebouw in de stijl van de verstrakte Amsterdamse School en zakelijk expressionisme. Hij schreef kubische bouwvolumes voor met veel rechthoekige vormen en bakstenen uiterlijk. Verder opvallend zijn de teruggetrokken verdiepte vensters, ook strikt rechthoekig. Het gebouw bestaat uit een centraal deel met twee zijvleugels. In en om het gebouw zijn diverse beeldhouwwerken van Hildo Krop te vinden, die verwijzen naar dit gebruik. Beelden van Krop zijn:
- hardstenen beelden in de pijlers voorstellen een man met pijl-en-boog; een man met neerdalende vogel, een vrouw met handen naast de schouders, een vrouw met kelkbloem, een vrouw met vlammend hart in de hand, een vrouw die een vogel koestert in haar hand, een man met phoenix en een man met een zittende adelaar
- beelden Troost (mensenpaar) en Herinnering (vrouwenfiguur met klokbloem) op hekpijlers, eveneens in hardsteen.

Het Wilhelmina Gasthuis bleef maar uitbreiden en in de jaren zestig verrees aan de Eerste Constantijn Huygensstraat een nieuw laboratorium, maar dan van de hand van Johan Sargentini (ook van Publieke Werken). Dit gebouw, bekend als Jan Swammerdam Instituut, werd in de daaropvolgende jaren steeds meer gezien als een van de lelijkste gebouwen van de stad. Het nieuwe laboratorium was destijds nodig omdat het academisch ziekenhuis moest blijven reorganiseren. Echter omstreeks dezelfde tijd werd besloten een geheel nieuw medisch complex te bouwen, het Academisch Medisch Centrum in Amsterdam-Bijlmermeer. Het complex van het WG aan de Eerste Helmersstraat werd daarop langzaamaan ontruimd. Enkele gebouwen werden gesloopt. In 2004 ging het “nieuwe” laboratorium van Sargentini tegen de vlakte. Twee jaar daarvoor, 8 februari 2002 werd het oude laboratorium, aangewezen als rijksmonument (nummer 524816). In 2017 dient het gebouw tot bioscoop en restaurant, waarbij:
- de naam van de bioscoop Cinema Lab 111 verwijst naar het voormalig gebruik en het straatnummer aan de Arie Biemondstraat, die pas in 1985 haar naam kreeg en op zich weer een vernoeming is naar Arie Biemond, neuroloog van het WG
- de naam van het restaurant Strangelove verwijst naar de gelijknamige film van Stanley Kubrick uit 1964.

Opgemerkt wordt dat Cinema Lab 111 een project is van het Smart Project Space, dat juist moest vertrekken uit het toen te slopen Jan Swammerdam Instituut.